# Anacamila Hernández
Anacamila Hernández Aguirre (* 26. August 2004 in Guadalajara, Jalisco), üblicherweise als Anacamila Hernández und von einigen Medien als Ana Camila Hernández bezeichnet sowie auch unter ihrem Rufnamen Cami bekannt, ist eine mexikanische Fußballspielerin auf der Position einer Verteidigerin.

## Leben
Ihr Debüt in der Liga MX Femenil feierte die in der 80. Minute eingewechselte und zu diesem Zeitpunkt noch 17-jährige Anacamila Hernández am 28. Juli 2022 beim 2:0-Heimsieg gegen die Mannschaft vom Querétaro FC Femenil.
Nach insgesamt 5 Einsätzen in der ersten Mannschaft von Chivas Femenil in der Liga MX Femenil verletzte sich die meistens noch in der U-18 eingesetzte Spielerin in einer Begegnung dieser Altersklasse gegen León Femenil U-18 Ende März 2023 so schwer, dass sie wahrscheinlich bis zum Ende des Jahres 2023 ausfallen wird. Denn beim Versuch, sich gegen ihre Gegenspielerin durchzusetzen, zog „Cami“ sich einen vollständigen Riss des vorderen Kreuzbandes in ihrem rechten Knie zu und musste wenige Tage später operiert werden.